# Самаріна Антоніна Миколаївна
Антоніна Миколаївна Сама́ріна (справжнє прізвище Собольщикова-Самаріна; рос. Антонина Николаевна Самарина; нар. 22 квітня 1896, Пенза — пом. 20 червня 1971, Горький) — російська радянська актриса.

## Біографія
Народилася 10 [22] квітня 1896 року (за іншими даними 1892 року) і місті Пензі (тепер Росія) в родині театрального режисера Миколи Івановича Собольщикова-Самаріна. Творчу діяльність почала 1917 році в Одесі (театр «Усмішки»). Пізніше працювала в театрах Орла, Архангельська, Ялти, Сімферополя, інших міст, з 1932 року — актриса Горьковського театру драми.
Померла 20 червня 1971 року в Горькому. Похована там же на Бугоровському (Червоному) кладовищі, разом з батьком.

## Ролі
Серед ролей:
- Софія («Лихо з розуму» Грибоєдова);
- Раневська («Вишневий сад» Чехова);
- Марія («Дванадцята ніч» Шекспіра);
- Марія Олександрівна Ульянова («Сім'я» Попова) та інші.

## Відзнаки, вшанування пам'яті
- Заслужена артистка РРФСР (1948);
- Народна артистка РРФСР (28 серпня 1959);
- Народна артистка СРСР (1968);
- Нагороджена орденом «Знак Пошани» (1949, у зв'язку з 150-річчям Горьковського театру драми)[1].

1972 року, в Нижегородському районі Горького на будинку № 5 по вулиці Мініна, де жила актриса, була встановлена меморіальна дошка.